# Star Trek: Klingon Academy
Star Trek: Klingon Academy ist ein Star-Trek-Videospiel. Das Spiel ist eine Weltraum-Kampfflugsimulation aus dem Hause Interplay und eine Fortsetzung des ebenfalls von Interplay entwickelten Star Trek: Starfleet Academy.
Christopher Plummer und David Warner spielen ihre aus den Kinofilmen bekannten Rollen als General Chang und Kanzler Gorkon. Es existiert ein Multiplayermodus, der im Laufe der Zeit immer weiter durch verschiedene Mods erweitert wurde.
In Einzelspielerkampagnen spielt man den klingonischen Krieger Torlek an einer Eliteakademie des klingonischen Imperiums, welche von General Chang persönlich in Vorbereitung eines Krieges gegen die Föderation ins Leben gerufen wurde. Nach dieser Ausbildung wird man in den aktiven Dienst versetzt und kämpft in verschiedenen Etappen eines klingonischen Bürgerkrieges.